# Johann Michael Rottmayr

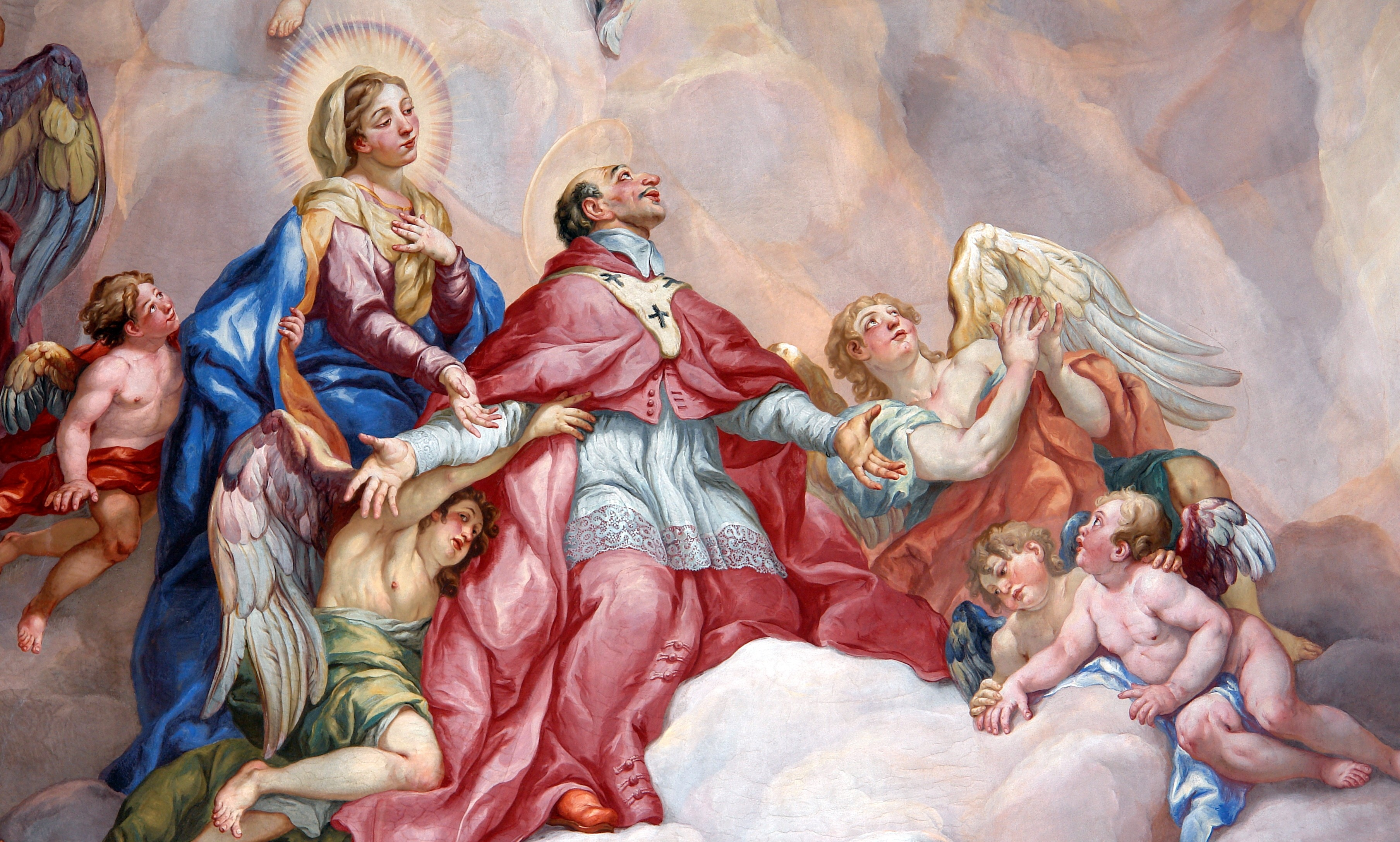
Intercesión de San Carlos Borromeo ayudado por la Virgen, por Rottmayr (Iglesia de san Carlos Borromeo, Viena).

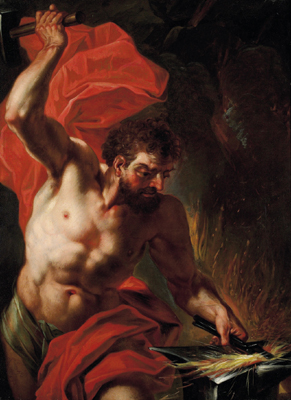
Volcán, por Rottmayr, colección privada, Lausana.

Johann Michael Rottmayr (bautizado el 11 de diciembre de 1656 en Laufen an der Salzach, Austria- Viena, 25 de octubre de 1730) fue un pintor austriaco. Fue el primer pintor barroco, además de Martino Altomonte destacado al norte de los Alpes.
Su primer aprendizaje como pintor lo realizó con su madre. Más tarde se perfeccionó en el taller de Johann Carl Loth en Venecia (1675-1688). Así obtuvo un estilo que era mezcla de Venecia y Nápoles. Estuvo en Passau y desde 1689 en adelante trabajó en Salzburgo. En el Palacio Arzobispal pintó temas mitológicos en los techos. 

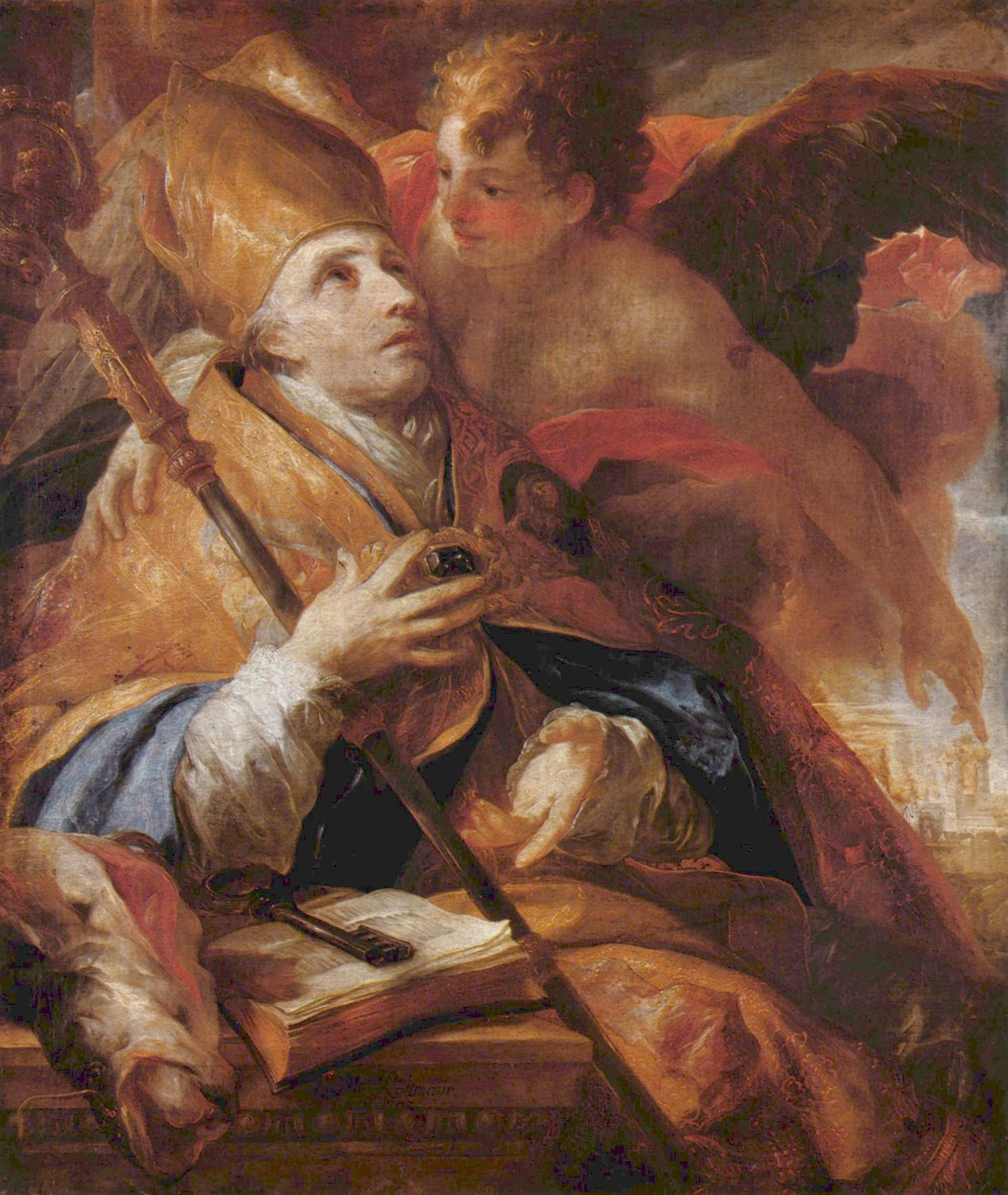
San Benno, 1702, lienzo, 118 × 100 cm, Neue Pinakothek, Múnich.

A partir de 1706 vivió de continuo en Viena, y también estuvo activo en monasterios de la Baja Austria. Pinta numerosos frescos, en los que destaca el color y el uso del escorzo como medios ilusionistas. Su obra, lo mismo que la de Altomonte, preludia el rococó.
Entre sus obras al fresco, cabe citar:
- Apoteosis en la cúpula de la sala de los ancestros en el palacio Vranov, Frain (1696)
- Techo del Palacio Pommersfelden (1716-1718)
- Iglesia colegial de Melk (1716-1722)
- Iglesia de San Carlos Borromeo en Viena (1726)
- Murales en el "Palacio Garten" de Viena, actual Museo Liechtenstein